# NAUI
A NAUI Worldwide (National Association of Underwater Instructors) egy az Amerikai Egyesült Államokban székelő, nonprofit, nemzetközi búvároktatási szervezet, melynek tagságát maguk a búvároktatók alkotják. A NAUI, mint rekreációs- és technikai- búvároktatási szervezet, az oktatási szabványok egységesítésére és oktatási anyagok kidolgozására jött létre, majd vált nemzetközi oktatási és minősítő szervezetté. A NAUI-t Albert Tillman és Neal Hess alapította 1960-ban. A szervezet főhadiszállása a Florida-i (USA) Tampa-ban található, világszerte megtalálható oktatóit és oktatási központjait helyi service centerek segítik Japánban, a Dél-Afrikai Köztársaságban, a Közel-Keleten, Európában, Brazíliában és a Csendes-Óceáni térségben.
A szervezet 2007 májusa óta CE és ISO certifikációval rendelkezik a rekreációs búvár és oktatói fokozatok tekintetében. A módosított EU előírások és szabványok miatt 2015 novemberében újra át kellett esni egy auditáláson, ahol a szervezet szabványait a minősítő Austrian Standards mind az új ISO, mind a European Underwater Federation előírásoknak megfelelőnek talált.
A szervezet oktatási szabványait, működési- és etikai szabályzatát az igazgatótanács (Board of Directors) felügyeli, amelynek tagjait (akik maguk is a szervezet tagjai) a teljes szavazatleadásra jogosult tagság választja meg demokratikus szavazással. Megfelelő támogatottság esetén bármely búvároktató tag jelöltetheti magát a Board of Directors egy helyére.
Az Egyesült Államokban a US Navy SEALs csapatok, a US Coast Guard (parti őrség) mentőbúvárai és egyéb katonai különleges egységek tagjai a NAUI búvároktatási rendszere alapján kerülnek kiképzésre. A National Park Service és a National Oceanic and Atmospheric Administration (NOAA) búvárait is NAUI oktatók képzik ki, ahogy egyébként világszerte rengeteg katonai és rendőrségi különleges alakulat tagjait is.
A Board of Directors mellett működik egy nemzetközi tanácsadó testület (melynek első tagjai között ott volt Jacques-Yves Cousteau is). Ebben a tanácsadó testületben Európát jelenleg egyedüliként képviselve a magyar Miklós Tamás (#13808) is részt vesz, aki egyben a NAUI hivatalos magyarországi képviselője is (NAUI Reprersentative).

## NAUI búvártanfolyamok[1]

### Bemutató (minősítést nem adó) programok
- Try Scuba / Passport Diver (készülékes búvárkodás kipróbálása oktató felügyelete mellett, védettvízi gyakorlás után - ISO 24801-1)
- Tandem Scuba Diver (készülékes búvárkodás kipróbálása oktató közvetlen felügyelete mellett, nyílt vízben - ISO 11121)

### Kezdő szintű szabadidős búvár tanfolyamok
- Scuba Diver (kezdő szintű, önálló, készülékes búvár minősítést adó tanfolyam - ISO 24801-2)
- Adaptive Scuba Diver (készülékes búvárkodás fogyatékossággal élők számára)
- Experienced Scuba Diver ("tapasztalt búvár" - a Scuba Diver tanfolyammal azonos képesítést adó program nem civil búvárvégzettséggel rendelkezőknek, pl. katonai búvároknak)

### Folytatólagos képzés
- Advanced Scuba Diver (Haladó búvár)
- Enriched Air Nitrox (EANx) Diver (Oxigénnel dúsított levegővel merülő búvár - ISO 11107)
- Refresher Scuba (Tudásfelfrissítő program)
- Rescue Scuba Diver (Mentőbúvár)
- Advanced Rescue Scuba Diver (Haladó mentőbúvár - oxigénes elsősegélynyújtó)
- Master Scuba Diver (Mesterbúvár - a legmagasabb nem vezetői szintű szabadidős búvár fokozat)

### Specialitás tanfolyamok
- Deep Diver (Mélymerülő specialitás tanfolyam)
- Dry Suit Diver (Szárazruhás  specialitás tanfolyam)
- Night Diver (Éjaszakai merülő  specialitás tanfolyam)
- Recreational Ice Diver (Rekreációs, jég alá merülő búvár  specialitás tanfolyam)
- Search and Recovery Diver (Keresés és felhozatal  specialitás tanfolyam)
- Training Assistant (Oktatási segéd specialitás tanfolyam)
- Underwater Naturalist Diver (Vízalatti természettudomány specialitás tanfolyam)
- Underwater Digital Imaging Diver (Vízalatti képalkotás specialitás tanfolyam)
- Underwater Archaeology (Vízalatti régészet specialitás tanfolyam)
- Underwater Hunter and Collector (Vízalatti vadász- és gyűjtögető specialitás tanfolyam)
- Wreck Diver (Roncsbúvár specialitás tanfolyam - nem behatolásos)

### Technikai búvár tanfolyamok

#### Általános technikai búvár tanfolyamok
- Introduction to Technical Diving (Bevezetés a technikai búvárkodásba)
- Technical Decompression Diver (Technikai dekompressziós búvár)
- Helitrox Diver (Helitrox gázkeverékkel merülő búvár)
- Trimix Diver (Trimix gázkeverékkel merülő búvár)
- Extreme Exposure Diver (Extrém körülmények között merülő technikai búvár)
- Diver Propulsion Vehicle Technical (DPVT) Diver (Vízalatti vontató eszközt használó technikai búvár)
- Diver Propulsion Vehicle Extreme Exposure (DPVEE) Diver (Vízalatti vontató eszközt használó extrém körülmények között merülő technikai búvár)
- Technical Sidemount Diver (Technikai oldalkészülékes búvár)
- Technical Support Leader (Technikai búvárcsoport vezető)

#### Zárttéri technikai búvár tanfolyamok
- Cavern Diver (Üregi búvár)
- Cave Diver Level I (Barlangi búvár 1. szint)
- Cave Diver Level II (Barlangi búvár 2. szint)
- Cave Guide (TSL) (Barlangi búvárvezető)
- Mine Diver I (Bányában merülő búvár 1. szint)
- Mine Diver II (Bányában merülő búvár 2. szint)
- Wreck Penetration Diver (Behatolásos roncsmerülő búvár)
- Technical Wreck Penetration Diver (Technikai behatolásos roncsmerülő búvár)
- Technical Ice Diver (Jég alá merülő technikai búvár)

#### Újralégző tanfolyamok
- Semi-Closed Rebreather (SCR) Diver (Félig zárt rendszerű újralégző készülékes búvár)
- Closed Circuit Rebreather (CCR) Diver (Zárt rendszerű újralégző készülékes búvár)
- Closed Circuit Rebreather Mixed Gas (CCRMG) Diver (Zárt rendszerű, kevert gázas újralégző készülékes búvár)
- Extreme Exposure Closed Circuit Rebreather Mixed Gas Diver (Extrém körülmények között merülő, zárt rendszerű, kevert gázas újralégző készülékes búvár)

### Vezetői szintű képzés
- NAUI FIT Program (Ismerkedés a búvárkodás oktatásával)
- Skin Diving Instructor (Szabadtüdős búvároktató - ISO 13970)
- Assistant Instructor (Oktatóasszisztens - ISO 24802-1)
- Divemaster (Merülésvezető - ISO 24801-3)
- Instructor (Búvároktató - ISO 24802-2)
- Instructor Crossover Course (Oktató-átképzés más rendszerek oktatói részére)
- Instructor Trainer (Oktatóképző)
- Course Director (Oktatási program-vezető)
- Course Director Trainer (Oktatási program-vezető képző)

### Elsősegély tanfolyamok
- NAUI First Aid & CPR (NAUI elsősegély és újraélesztés)
- NAUI First Aid - Powered by DAN (NAUI elsősegély és újraélesztés a DAN támogatásával)
  - Basic Life Support: CPR and First Aid (Alapvető életfunkciók fenntartása és elsősegély)
  - CPR Health Care Provider with First Aid (Emelt szintű újraélesztés és elsősegély)
  - Emergency Oxygen for Scuba Diving Injuries (Oxigénes elsősegélynyújtás búvárbalesetek esetén)
  - First Aid for Hazardous Marine Life Injuries (Elsősegély a vízi élővilág okozta sérülések esetén)
  - Neurological Assesment (Idegrendszeri állapotfelmérés)
  - Diving Emergency Management Provider (Búvár-vészhelyzet menedzsment)
  - Diving First Aid for Professional Divers (Búvár-elsősegélynyújtó tanfolyam professzionális búvárok részére)

### Szabadtüdős és egyéb búvár tanfolyamok
- Supplied Air Snorkeling (Külső levegőellátású felszíni "búvár")
- Recreational Hookah Diver (Külső levegőellátású szabadidős búvár)
- Introduction to Freediving (Bevezetés a szabadtüdős búvárkodásba)
- Safe Buddy (Biztonságos merülőtárs)
- Freediver (Szabadtüdős búvár)

### Egyéb programok
- International Diver (Nemzetközi búvár - elismerő program)
- Enriched Air Nitrox Blender and Oxygen Service Technician (Oxigénnel dúsított levegőt előkészítő technikus - ISO 13293 Level 1)
- Mixed Gas Blender and Oxygen Service Technician (Oxigénnel dúsított levegőt és technikai búvár gázkeverékeket előkészítő technikus - ISO 13293 Level 2)
- Public Safety Diver (Közbiztonsági búvár)

## NAUI Green Diver Initiative
A NAUI 2010-ben indította el a Green Diver Initiative (GDI) névre keresztelt kezdeményezését, melynek célja „az egyének bátorítása arra, hogy aktív környezetvédelmi akciók segítségével óvják a tengerek élővilágát”. Az eleinte sajnos nem túl sikeres program 2015-ben kapott új lendületet, amikor annak vezetésével Sam Richardsont bízták meg.

## Együttműködési szövetségek
A NAUI számos amerikai szervezettel áll szoros együttműködésben. Ilyenek többek között a Florida-i Walt Disney World Resort, a NASA által üzemeltetett Neutral Buoyancy Lab és a New York-i tűzoltóság valamint a US Navy SEALs, az Army Special Forces és a NASA.